# ETA
 For alternative betydninger, se ETA (flertydig). (Se også artikler, som begynder med ETA)
ETA (Euskadi Ta Askatasuna; Baskerlandet og Friheden på baskisk) var en militant, baskisk selvstændighedsbevægelse, som især i det nordlige Spanien kæmper for et selvstændigt Baskerland. Spanien, Frankrig, EU og USA betragter ETA som en terrororganisation. Dens motto Bietan jarrai (dansk: "fortsæt begge") refererer til de to figurer i ETAs våbenskjold: Slangen, der symboliserer hemmeligholdelse og snuhed og øksen, der symboliserer styrke.
Organisationen blev dannet 31. juli 1959 og udviklede sig hurtigt fra en gruppe, der ønskede at fremme den traditionelle baskiske kultur, til en paramilitær separatistgruppe. Organisationen meddelte den 2. maj 2018 at den havde opløst sig selv.

## ETAs målsætning
ETA har traditionelt fokuseret på to krav:
- At en uafhængig, socialistisk regering dannes i de baskiske områder i Frankrig og Spanien
- At fængslede ETA-medlemmer, der afventer retssager eller afsoner straffe, løslades

ETA's mål ændrede sig gennem 1980'erne: Kravet om en socialistisk regering forekom ETA urealistisk og upraktisk, og målene er blevet mere pragmatiske. De afspejles i 1995-manifestet "Demokratisk Alternativ", der tilbød våbenhvile med den spanske stat, hvis den ville anerkende baskernes ret til selvbestemmelse. Den skulle nås efter en folkeafstemning om selvstændighed eller forbliven i Spanien.
ETA har kæmpet mod
- Narkosmuglere, der ødelægger den baskiske ungdom
- Atomkraftværk-projektet i Lemoiz
- Motorvejen i Leizaran

ETA har fremmet sine mål gennem terrorbomber og likvideringer.

## ETA's kontekst
ETA er en del af Den Baskiske Frihedsbevægelse (Movimiento de Liberación Nacional Vasco, MLNV på spansk). Den Baskiske Frihedsbevægelse består af en lang række venstreorienterede nationalistiske organisationer, der støtter baskisk selvstændighed. Gruppen indeholder ud over ETA det nu ulovlige politiske parti Batasuna.
Under Franco-styret havde ETA bred folkelig opbakning også uden for den baskiske region. For mange spaniere repræsenterer ETA selve modstanden mod diktaturet og mange så det som en stor sejr, da ETA i 1973 dræbte den spanske premierminister i et bombeattentat. Efter at Spanien blev demokratisk i 1975 er opbakningen til ETA mindsket væsentligt. Det har vist sig i tilbagegang for de partier, der ikke vil tage afstand fra ETA's metoder. En stor del af befolkningen i Baskerlandet støtter ETA's mål. Ifølge en meningsmåling i maj 2004 støtter 33 % af befolkningen baskisk uafhængighed, 31% støtter en føderal model, 32 % støtter øget autonomi og kun 2 % ønsker mere centralstyring. En meget stor del af befolkningen tager afstand fra valget af metoder. 87 % går ind for ikke-vold.

## ETAs taktik
ETA anvender blandt andet:
- Snigmord og likvideringer, specielt ved hjælp af bilbomber eller nakkeskud. Før bombninger ringer ETA ofte til politimyndigheder, så folk kan evakueres – af og til er der dog blevet givet ukorrekt information, der i stedet har øget antallet af ofre
- Anonyme trusler ofte gennem plakater eller graffiti, der har fået mange til at gå under jorden.
- Såkaldte "revolutions-skatter", som mange virksomheder i Baskerlandet betaler under trusler om henrettelse.
- Kidnapning (ofte som straf for ikke at betale revolutions-skat)

ETA opererer primært i Spanien og har fokuseret på såkaldt "militære" mål som politi og politikere, men har også ramt civile.
ETA bruger ifølge en politiundersøgelse mere en en halv million kroner om dagen, finansieret af revolutions-skatterne og røveri, afpresning og kidnapning, og Batasuna anklages for at støtte ETA's operationer økonomisk, lige som ETA er blevet anklaget for våbensmugling. ETA har også af og til røvet butikker for våben. Ofte har bevægelsen haft store våbenlagre, særligt i den franske del af Baskerlandet, hvor politiindsatsen er væsentligt lavere end i den spanske del. 
ETA's ofre:
- Luis Carrero Blanco, præsident i Franco-regeringen (1973)
- Medlemmer af hæren og sikkerhedsstyrkerne i den spanske stat
- Parlamentarikere, medlemmer af byråd, medlemmer af andre partier som det spanske socialistparti PSOE, det konservative Partido Popular og det konservative baskiske separatistparti)
- Dommere og advokater
- Forretningsfolk
- Fængselsfunktionærer
- Filosoffer og intellektuelle
- Universitetsprofessorer
- Journalister
- Medlemmer af bestemte religiøse og sociale grupper
- Udenlandske turister i Spanien

## Permanent våbenhvile
Den 22. marts 2006 rapporterede de spanske medier (fx elmundo.es Arkiveret 7. april 2006 hos  Wayback Machine), at ETA havde erklæret en "permanent våbenhvile, og en meddelelse fra ETA blev sendt i spansk TV. Ifølge organisationens talsmand ville våbenhvilen begynde fredag den 24. marts. Dog har der siden både været bombeangreb og senest et snigmord fra ETA.

### Officielle reaktioner på våbenhvilen
Den spanske socialistiske regering manede først til forsigtighed, selv om de reagerede positivt på erklæringen fra ETA. Det konservative Partido Popular ("folkepartiet") var mere pessimistisk i forhold til ETA's besked og hævdede, at der kun er tale om en midlertidig. De opfordrede regeringen til fortsat "kamp mod terrorisme" og til, for alt i verden ikke at forhandle.
Da en fraktion af ETA sprængte en bombe i lufthavnen i Madrid i december 2006, reagerede den spanske regering prompte ved at afbryde al form for diplomatisk kontakt med ETA og begynde en ny hård kurs med øget politiindsats osv. 

## Politisk opbakning
Det politiske parti Batasuna, der tidligere var kendt som Euskal Herritarrok og Herri Batasuna støtter ETA's målsætninger, og tager ikke direkte afstand fra ETA's metoder. Partiet får omkring 10% af stemmerne i Baskerlandet.
Batasuna bliver af mange også de spanske domstole betragtet som ETA's politiske fløj, selv om partiet benægter det. Det spanske parlament påbegyndte ulovliggørelsen af Batasuna i august 2002, et træk som mange fandt for voldsomt. Den spanske højesteret erklærede Batasuna ulovligt d. 18. marts 2003 og fandt det bevist, at Batasuna havde mange kontakter til ETA og rent faktisk var en del af ETA. Batasuna blev derfor erklære terrororganisation af USA i maj 2003 og af alle EU-lande i juni 2003. 
Alle spanske politikere, der ikke er tilknyttet Batasuna og lignende politiske partier, skal have en permanent eskorte af livvagter eller politi, for at beskytte sig mod ETA. ETA har i 2005 udtalt, at de ikke længere vil angribe spanske politikere. Den spanske regering har krævet, at ETA tager fuldstændig afstand fra brug af vold. Det har ETA nægtet.

## ETAs historie

### Under Francos diktatur
ETA blev stiftet af unge nationalister, der var tilknyttet det baskiske nationalistparti PNV. Bevægelsen blev stiftet i 1953 som en diskussionsgruppe på Deusto universitet i Bilbao/Bilbo. Bevægelsen hed oprindeligt EKIN, fra det baskiske verbum "at handle". Løsrivelsen fra PNV skete tilsyneladende, fordi gruppen fandt PNV for moderat. PNV var modstandere af vold, mens ETA støttede oprettelsen af en baskisk modstandsbevægelse. 
ETA blev til på deres første forsamling i Bayonne i 1962 og krævede "historisk regenerationisme": baskiske historie blev betragtet som en skabelsesproces af en baskisk nation. ETA mente, at baskisk nationalisme var defineret ved kendskab til det baskiske sprog (Euskara). Det var i modsætning til PNV's definition, der fokuserede på etnicitet. I modsætning til PNV's katolicisme definerede ETA sig som multireligiøse og tog afstand fra det katolske hierarkiske system. De støttede socialisme og "uafhængighed for Euskardi (Baskerlandet), på en måde, der kan fungere i et europæisk føderalt system".
I 1965 erklærede ETA sig som marxister-leninister. Den politiske linje har varieret gennem tiden, men ETA har altid erklæret sig som socialister i en eller anden form. I sine tidlige år var ETA primært fokuseret på intellektuelle diskussioner og sabotage af infrastruktur og spanske symboler og ved at hænge de forbudte baskiske flag op.
Det er ikke muligt at sige, hvornår ETA gik over til at anvende henrettelser som politisk virkemiddel eller hvad der var ETA's første henrettelse. ETA betragter henrettelsen i december 1973 af Luis Carrero Blanco, der var udpeget som Francos efterfølger, som den første, mens andre betragter drabet på en betjent i det spanske civilpoliti (José Pardines Arcay), der havde stoppet ETA-medlem Xabi Etxebarrietas bil, som den første.

### Under overgangen til demokrati
Efter Francos død, under overgangen til demokrati, blev ETA opsplittet i to organisationer: Flertallet blev en del af ETA politisk/militær, ETA(pm), et mindretal blev en del af ETA militær, ETA(m). ETA(pm) accepterede det spanske tilbud om amnesti for alle ETA-fanger, stoppede al vold og blev en del af partiet Euskadiko Ezkerra ("Baskisk venstrefløj"), som senere blev opsplittet.
ETA(m) blev igen kendt som ETA, og tillagde sig en endnu mere yderliggående og voldelig position. Perioden 1978-80 blev ETA's mest voldelige, med hhv. 68, 76 og 91 dødsfald.
Under Franco-styret blev ETA tolereret af den franske regering og kunne frit bevæge sig på fransk territorium. Hvor længe den franske regering tolererede ETA er omdiskuteret, men det er kendt, at Frankrig i dag samarbejder tæt med den spanske regering mod ETA.

### Under demokrati
ETA sprængte sin første bilbombe i Madrid i september 1985. Den medførte et dødsfald og 16 sårede. I juli 1986 dræbte en anden bilbombe 12 medlemmer af Guardia Civil og sårede 50. I juli 1987 kom Hipercor-angrebet, et angreb i et storcenter i Barcelona, der resulterede i 21 døde og 45 sårede. ETA hævdede, at det spanske politi var blevet advaret om Hipercor-angrebet, men ikke havde gjort noget for at evakuere centeret.
I en krig mod ETA blev den spanske antiterrorgruppe GAL (Grupos Antiterroristas de Liberación, "Antiterrorist befrielses-grupperne") aktiv. GAL foretog henrettelser, kidnapninger og tortur ikke kun af ETA-medlemmer, men også af civile, som viste sig ikke at have tilknytning til ETA. I 1997 blev flere medlemmer af GAL dømt og fængslet; ikke bare soldater, men også politikere som en tidligere indenrigsminister. Ingen tilfælde af aktioner af denne type er bevist i retten ud over aktioner i perioden 1986-87, selv om ETA-støtter jævnligt hævder, at de spanske sikkerhedsstyrker bryder menneskerettighederne og anvender tortur. Internationale organisationer som Amnesty International har ved flere lejligheder støttet disse påstande.
I 1986 blev Gesto por la Paz, "Bevægelsen for Fred", stiftet. Den begyndte at lave stille demonstrationer i Baskerlandet efter voldshandlinger, hvad enten voldshandlingerne var ETA- eller GAL-aktioner. Disse var de første systematiske demonstrationer mod terrorisme i Baskerlandet. 
I 1988 underskrev de baskiske partier undtagen Herri Batasuna en erklæring, om at stoppe ETA's voldelige handlinger. Få uger senere erklærede ETA 60 dages våbenhvile, der blev udvidet flere gange. Den spanske regering og ETA forhandlede samme år, men nåede ikke enighed, og ETA vendte tilbage til brugen af vold.
Den spanske regering løslod dømte ETA-medlemmer, den mente oprigtigt havde taget afstand til voldshandlinger. Regeringen hævdede, at de ville "falde tilbage", hvis den løslod dem i Baskerlandet og fordelte ETA-fanger til fængsler uden for Baskerlandet. Franco førte en tilsvarende politik. Det medførte massive protester i Baskerlandet under slogannet "Euskal presoak – Euskal Herrira" (Baskiske fanger til Baskerlandet).
I 1992 blev ETA's tre topledere arresteret:
- den militære leder Francisco Mujika Garmendia ("Pakito),
- den politiske leder José Luis Alvarez Santacristina ("Txelis") og
- den logistiske leder José María Arregi Erostarbe ("Fiti")

De blev kaldt "ETA-holdet" eller Artapalo-kollektivet, og de blev arresteret i den fransk-baskiske by Bidart. Dette medførte ændringer i ETA's ledelse. Efter to måneders våbenhvile tog ETA  mere yderliggående metoder i brug. Der blev dannet "Y-grupper", der bestod af mindreårige, der lavede forskellige former for gadekamp, ildspåsættelse af busser og brug af molotovcocktails. Eksistensen af disse Y-grupper er dog ikke anerkendt af ETA, der mener, at dette er en undskyldning brugt af den spanske regering for at give mindreårige i baskerlandet lange fængselsstraffe for gadeaktioner. 
I 1995 fremførte ETA atter et fredsforslag, kaldet Demokratisk Alternativ, der tilbød våbenhvile med den spanske stat, hvis den spanske regering ville anerkende baskernes ret til selvbestemmelse i det baskiske territorium. Selvbestemmelsen skulle ifølge manifestet nås ved en folkeafstemning om, hvorvidt Baskerlandet skulle fortsætte som en del af Spanien eller skulle fungere som et selvstændigt land. Den spanske regering forkastede dette forslag.
Terrorangrebet den 11. september 2001 synes at have givet ETA et stort nederlag. Det skyldes dels den mere vidtgående anti-terrorlovgivning, Spanien havde indført, dels den øgede internationale koordination af indsats mod terrorisme, dels en nedgang i den internationale opbakning til ETA. I 2002 medførte den mere vidtgående "indsats mod terror", et forbud både af den baskisk nationalistiske ungdomsbevægelse Jarrai og partiet Herri Batasuna, der kaldes "ETA's politiske arm" i og uden for Spanien. Flere ETA-aktioner er efter sigende blevet forpurret af spanske sikkerhedsstyrker. Således blev to ETA-medlemmer arresteret i 2003 efter at have lagt sprængstof i en togvogn i Madrid.
Da det socialistiske parti PSOE vandt regeringsmagten i Spanien ved valget kort efter Terrorangrebet den 11. marts 2004, indledtes der en fredsproces med ETA. Formålet var, at få den baskiske nationalisme ind på en demokratisk ikke-voldelig sti. Forbuddet blev ophævet mod forskellige baskiske partier, der tidligere havde støttet ETA. Samtidig indledte regeringen begrænsede forhandlinger med ETA og fik en gensidig våbenhvile på plads: ETA skulle stoppe deres angreb og regeringen skulle stoppe forfølgelsen af ETA.
Forhandlingerne mødte stor kritik i befolkningen, i medierne og især i det konservative parti Partido Popular. Denne politiske linje sluttede brat, da ETA detonerede en bilbombe i Madrids lufthavn Barajas i december 2006, hvor to personer omkom.
I efteråret 2008 lykkedes det spansk politi og civilgarden at fange flere ledende medlemmer af ETA, bl.a. Mikel Garikoitz Aspiazu Rubina kendt som "Txeroki", der mentes at være den øverstkommanderende. ETA svarede igen med en bilbombe ved et universitet i Pamplona, hvor ingen dog omkom.
I december 2008 skød og dræbte ETA en medarbejder på det såkaldte AVE højhastighedstog til Baskerlandet, og i februar 2009 sprængte de en bilbombe på en fabrik i Madrid, der leverer komponenter til projektet. Ingen kom til skade ved angrebet på fabrikken. ETA er mod toglinjen til Madrid pga. den symbolværdi en direkte linje har mellem Baskerlandet og Spaniens hovedstad. Desuden menes angrebet at være motiveret af, at to baskiske nationalistpartier fik forbud mod at stille op til lokalvalgene i marts 2009.
I sommeren 2009 sprængte ETA flere bomber omkring turiststeder i Spanien, bl.a. 30. juli på Mallorca, hvor ti civilgardister døde og flere blev såret.